# Ea Tóh
Ea Tóh là một xã thuộc huyện Krông Năng, tỉnh Đắk Lắk, Việt Nam.
Xã Ea Tóh có diện tích 39,21 km², dân số năm 1999 là 10.773 người, mật độ dân số đạt 275 người/km².